# 東大和警察署
東大和警察署（ひがしやまとけいさつしょ）は、警視庁が管轄する警察署の一つである。第八方面本部所属。
東大和市の全域と武蔵村山市の全域、立川市のごく一部（上砂町六丁目・七丁目）を管轄している。
署員数およそ230名、識別章所属表示はUE。車両の対空標示は「和」。

## 所在地
- 東京都東大和市芋窪六丁目1061番地1
  - 最寄駅：多摩都市モノレール・上北台駅

## 施設
- 柔道場  4F

## 沿革
- 1978年12月1日 立川警察署より分離・創設。

## 組織
- 警務課
- 交通課
- 警備課
- 地域課
- 刑事組織犯罪対策課
- 生活安全課

## 交番

### 東大和市
- けやき通交番（東大和市仲原一丁目5番地の2）
- 玉川上水駅前交番（東大和市桜ヶ丘三丁目44番地の1）
- 奈良橋交番（東大和市奈良橋六丁目731番地の4）
- 南街交番（東大和市南街五丁目1番地の1）

### 武蔵村山市
- 中藤交番（武蔵村山市中央二丁目33番地の1）
- 三ツ木交番（武蔵村山市三ツ木二丁目5番地の9）
- 村山交番（武蔵村山市緑が丘1769番地）

## 駐在所

### 東大和市
- 芋窪駐在所（東大和市芋窪三丁目1715番地の1）
- 蔵敷駐在所（東大和市蔵敷一丁目476番地の3）
- 高木駐在所（東大和市高木二丁目172番地の3） - 2001年2月17日に狭山駐在所から改称。
- 村山貯水池駐在所（東大和市多摩湖4丁目683番地）

### 武蔵村山市
- 残堀駐在所（武蔵村山市伊奈平六丁目37番地の4）

## 主な未解決事件
- 村山団地内オカネ塚女性殺人事件[1]

## 出来事
- 2022年4月、警視庁は、女性の下半身を触ったとして、東大和署の巡査部長を迷惑防止条例違反で現行犯逮捕した。4月13日夜、JR秋葉原駅近くで女性の下半身を触った疑いがある。女性から連絡を受けた駅員が取り押さえ万世橋警察署に引き渡した。同巡査部長は「酒の飲み過ぎが原因」と容疑を認めている。[2]